# ガーランド郡 (アーカンソー州)
ガーランド郡（Garland County）は、アメリカ合衆国アーカンソー州の郡である。人口は10万0180人（2020年）。郡庁所在地はホットスプリングスである。ガーランド郡は1873年4月5日に設立され第11代アーカンソー州知事「Augustus Garland」の名を取って命名された。

## 地理

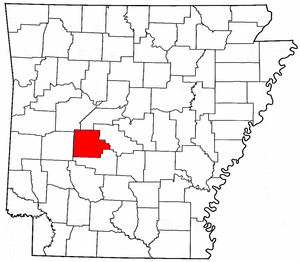
アーカンソー州内の位置

アメリカ合衆国統計局によると、この郡は総面積1,903 km2 (735 mi2) である。このうち1,754 km2 (677 mi2) が陸地で149 km2 (57 mi2) が水地域である。総面積の7.81%が水地域となっている。

### 隣接する郡
- ペリー郡  (北)
- セイリーン郡  (東)
- ホットスプリング郡  (南)
- モンゴメリー郡  (西)
- イェール郡  (北西)

## 人口動勢
2000年国勢調査で、この郡は人口88,068人、37,813世帯、及び25,259家族が暮らしている。人口密度は50/km2 (130/mi2) である。26/km2 (66/mi2) の平均的な密度に44,953軒の住居が建っている。この郡の人種的構成は白人88.85%、アフリカン・アメリカン7.80%、先住民0.61%、アジア0.50%、太平洋諸島系0.03%、その他の人種0.72%、及び混血1.49%である。人口の2.56%がヒスパニックまたはラテン系である。
この郡内の住民は21.30%が18歳未満の未成年、18歳以上24歳以下が7.30%、25歳以上44歳以下が25.20%、45歳以上64歳以下が25.10%、及び65歳以上が21.20%にわたっている。中央値年齢は42歳である。女性100人ごとに対して男性は94.40人である。18歳以上の女性100人ごとに対して男性は90.80人である。
この郡の世帯ごとの平均的な収入は31,724米ドルであり、家族ごとの平均的な収入は38,079米ドルである。男性は28,117米ドルに対して女性は20,421米ドルの平均的な収入がある。この郡の一人当たりの収入 (per capita income) は18,631米ドルである。人口の14.60%及び家族の10.50%は貧困線以下である。全人口のうち18歳未満の22.70%及び65歳以上の8.60%は貧困線以下の生活を送っている。

## 都市及び町
- ホットスプリングス（郡庁所在地）
- ホットスプリングスビレッジ
- ロックウェル
- Fountain Lake
- Lake Hamilton
- Lonsdale
- Mountain Pine
- Piney